# 吕日
吕日（法語：Lugy，法語發音：[lyʒi]）是法国上法蘭西大區加来海峡省的一个市镇，属于蒙特勒伊区。

## 地理
吕日（50°31'26"N, 2°10'29"E）面积2.83 平方千米，位于法国上法蘭西大區加来海峡省，该省份为法国北部沿海省份，西北濒北海，南至索姆省，东临北部省。
与吕日接壤的市镇（或旧市镇、城区）包括：埃泽克、弗吕日、桑利斯、韦尔尚。

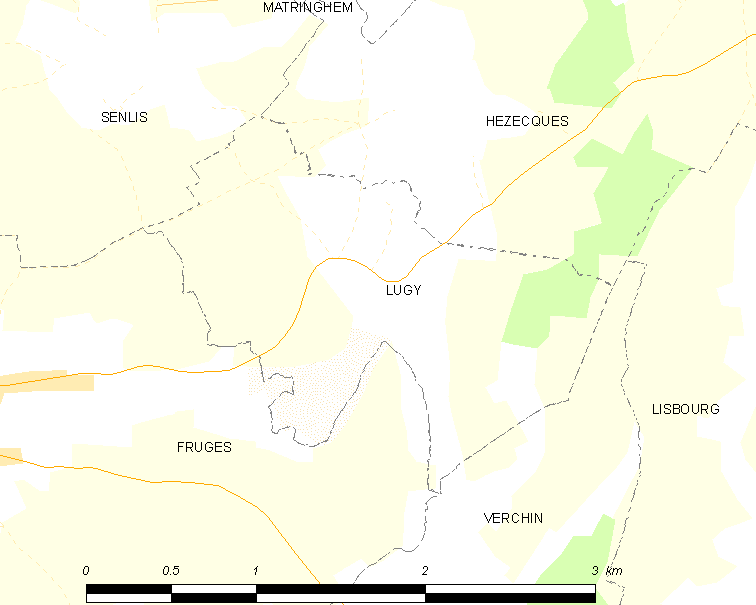
吕日的OSM定位图

吕日的时区为UTC+01:00、UTC+02:00（夏令时）。

## 行政
吕日的邮政编码为62310，INSEE市镇编码为62533。

## 政治
吕日所属的省级选区为弗吕日县。

## 人口

1962-2008年间吕日人口变化图示

吕日于2022年1月1日时的人口数量为138人。